# 哈德曼縣 (德克薩斯州)
哈德曼县（英語：Hardeman County）是美國德克薩斯州西北部的一個縣，北鄰奧克拉荷馬州。面積1,805平方公里。根据美國2000年人口普查，共有人口4,724人。縣治所在寬納（Quanah）。
成立於1858年2月1日，縣政府成立於1884年12月1日。縣名为紀念軍官、《德克薩斯獨立宣言》簽署者之一、德克薩斯共和國臨時財政部長貝利·哈德曼 （Bailey Hardeman）。